# Вихарев, Денис Андреевич
Денис Андреевич Вихарев (род. 17 июня 1992, Череповец, Вологодская область) — российский хоккеист, нападающий.

## Биография
Сын Андрея Вихарева, который в сезоне 1983/84 провёл 28 матчей в первой лиге за «Металлург» Череповец. Как и отец, воспитанник череповецкой «Северстали». Начинал играть в белорусской высшей лиге за «Гомель-2» (2009/10 — 2010/11), провёл один матч в чемпионате Беларуси за «Гомель». С сезона 2011/12 — игрок команды МХЛ «Алмаз» Череповец. С сезона 2013/14 стал выступать в ВХЛ за ижевскую «Ижсталь», 3 января 2014 года в гостевом матче «Северстали» против «Сибири» (3:2) дебютировал в КХЛ. Следующий сезон отыграл в «Ижстали», в сезоне 2015/16 провёл 35 матчей за «Северсталь» и 30 — за «Ижсталь». 6 мая 2016 года был обменян на денежную компенсацию в «Металлург» Новокузнецк. Летом 2017 года перешёл в словацкий «Попрад», но в конце августа с ним расторгли контракт. Сезон 2017/18 начал в «Ижстали», 11 ноября перешёл в новокузнецкий «Металлург», ставший также играть в ВХЛ. 27 декабря подписал контракт с клубом КХЛ «Адмирал» Владивосток. 1 мая 2020 подписал однолетнее соглашение с «Северсталью». 1 мая 2021 года ушёл из клуба и на следующий день подписал двухлетний контракт с «Сочи». 12 ноября 2021 клуб расторг по взаимному согласию соглашение, а на следующий день Вихарев подписал контракт до конца сезона с «Нефтехимиком». После начала следующего сезона Вихарев провёл четыре матча, и 11 октября клуб по обоюдному согласию сторон расторг с ним соглашение. 21 октября 2022 Вихарев подписал контракт до конца сезона с «Амуром». 7 июля 2023 года перешёл в клуб ВХЛ «Буран» Воронеж, 14 мая 2024 года — в «Металлург» Новокузнецк.